# A Change Is Gonna Come
A Change Is Gonna Come is een in 1963 door singer-songwriter Sam Cooke geschreven en gezongen nummer dat kort na diens dood in 1964 als single uitgebracht werd. Alhoewel het destijds een bescheiden hit was, heeft het lied door de jaren heen aan waardering gewonnen. In Rolling Stones The 500 Greatest Songs of All Time staat het als nummer 12 genoteerd.
Cooke schreef de eerste versie van wat uiteindelijk A Change Is Gonna Come zou worden na een optreden in mei 1963. Het nummer beschrijft Cookes innerlijke strijd met racisme. 

## Uitvoeringen en covers
A Change Is Gonna Come is vele malen gecoverd, door onder anderen Otis Redding, Al Green, James Taylor, The Allman Brothers Band, Allison Moorer, Jeffrey Gaines, Matt Doyle, Cory Wells, Bob Dylan, Aretha Franklin, The 5th Dimension, Three Dog Night, The Band, Wayne Brady, Billy Bragg, Evelyn Champagne King, Solomon Burke, Terence Trent D'Arby, Gavin DeGraw, The Fugees, The Cold War Kids, Deitrick Haddon, Graham Parker, Patti Labelle, Solo, Prince Buster, Morten Harket, The Neville Brothers, jacksoul, Ben Sollee, Johnny P, Billy Preston, Baby Huey, Bobby Womack, Bettye LaVette, Leela James, Tina Turner, The Righteous Brothers Bobby Hatfield, The Gits, Brandy, The Supremes, The Manhattans, Greta Van Fleet, Gerald Alston en Arcade Fire.
In 2013 maakt het Nederlandse Theatergezelschap PAVLOV een muzikale theatervoorstelling over het leven van Sam Cooke onder de titel A Change is Gonna Come.

## NPO Radio 2 Top 2000
| Nummer met noteringen in de NPO Radio 2 Top 2000 | '12  | '13 | '14 | '15 | '16  | '17  | '18  | '19  | '20  | '21  | '22  | '23  | '24  |
| ------------------------------------------------ | ---- | --- | --- | --- | ---- | ---- | ---- | ---- | ---- | ---- | ---- | ---- | ---- |
| A Change Is Gonna Come                           | 1830 | 964 | 883 | 847 | 1092 | 1123 | 1300 | 1443 | 1169 | 1199 | 1385 | 1464 | 1512 |

1. ↑  Een vetgedrukt getal geeft de hoogste notering aan.
2. ↑  2012 was het eerste jaar met een notering voor dit nummer.